# Nhà thờ chính tòa Chúa Kitô Đấng Cứu Độ, Moskva
Nhà thờ chính tòa Chúa Kitô Đấng Cứu Độ còn gọi là Nhà thờ chính tòa Chúa Cứu Thế (tiếng Nga: Хра́м Христа́ Спаси́теля) là nhà thờ thuộc Chính Thống giáo Nga được coi là nhà thờ trung tâm của Giáo hội Chính Thống Nga và với 103 mét, là nhà thờ Chính Thống giáo cao nhất và lớn nhất trên thế giới. Nhà thờ tọa lạc ở thủ đô Moskva (Nga), bên bờ sông Moskva.
Nhà thờ ban đầu được xây dựng vào năm 1883, bị phá hủy vào năm 1931 dưới thời Stalin và xây dựng lại một cách trung thực theo bản mẫu cũ trong giai đoạn 1995-2000.

## Thiết kế
Khi những người lính cuối cùng của Napoléon Bonaparte rời Moskva, Sa hoàng Aleksandr I đã ký một bản tuyên ngôn, 25 tháng 12 năm 1812, tuyên bố sự lưu tâm của mình để xây dựng một nhà thờ lớn để tôn kính Chúa cứu thế "nhằm biểu hiện sự biết ơn của chúng ta đến Thượng đế tiên đoán cho việc cứu giúp nước Nga khỏi sự tàn phá đã che bóng nó" và để tưởng nhớ đến những hy sinh của người Nga.

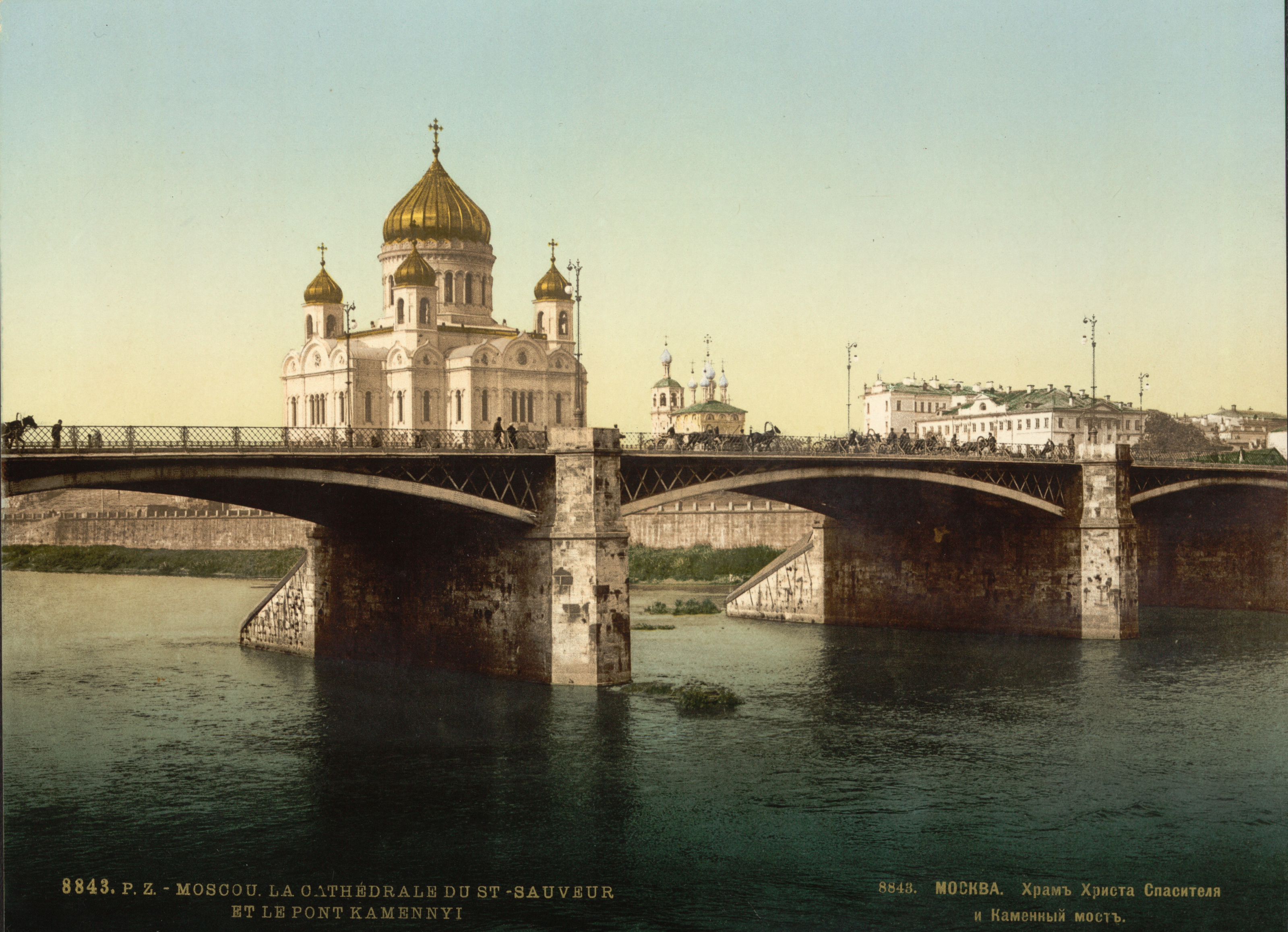
Cảnh nhà thờ lớn và cầu Đá Lớn năm 1905

Phải đến một thời gian sau, người ta mới bắt tay vào thiết kế và xây dựng nhà thờ. Đồ án kiến trúc cuối cùng được tán thành bởi Aleksandr I năm 1817. Đó là một thiết kế tân cổ điển mang nhiều dấu ấn và biểu tượng của Hội kín Freemason. Công việc xây dựng được bắt đầu trên Đồi chim sẻ, điểm cao nhất ở Moskva, nhưng chỗ này lại tỏ ra là không an toàn.
Trong khi đó, em trai của Aleksandr I là Nikolai I lên ngôi. Là một người theo chủ nghĩa ái quốc và là tín đồ trung thành của Chính thống giáo, Sa hoàng mới không tỏ ra thích thú với các trường phái Tân cổ điển và Freemason trong đề án được chấp thuận bởi anh trai mình. Ông ta ủy nhiệm kiến trúc sư ưa thích của mình, Konstantin Thon để vẽ ra một thiết kế mới, lấy mẫu từ nhà thờ Hagia Sophia ở Constantinople. Thiết kế theo trường phái Tân Byzantine của Thon được phê chuẩn năm 1832, và một địa điểm mới, gần với Điện Kremli hơn, được lựa chọn bởi Sa hoàng vào năm 1837. Một chủng viện và nhà thờ tại đó phải được chuyển đi, vì vậy viên đá góc không được đặt cho đến năm 1839.

## Xây dựng

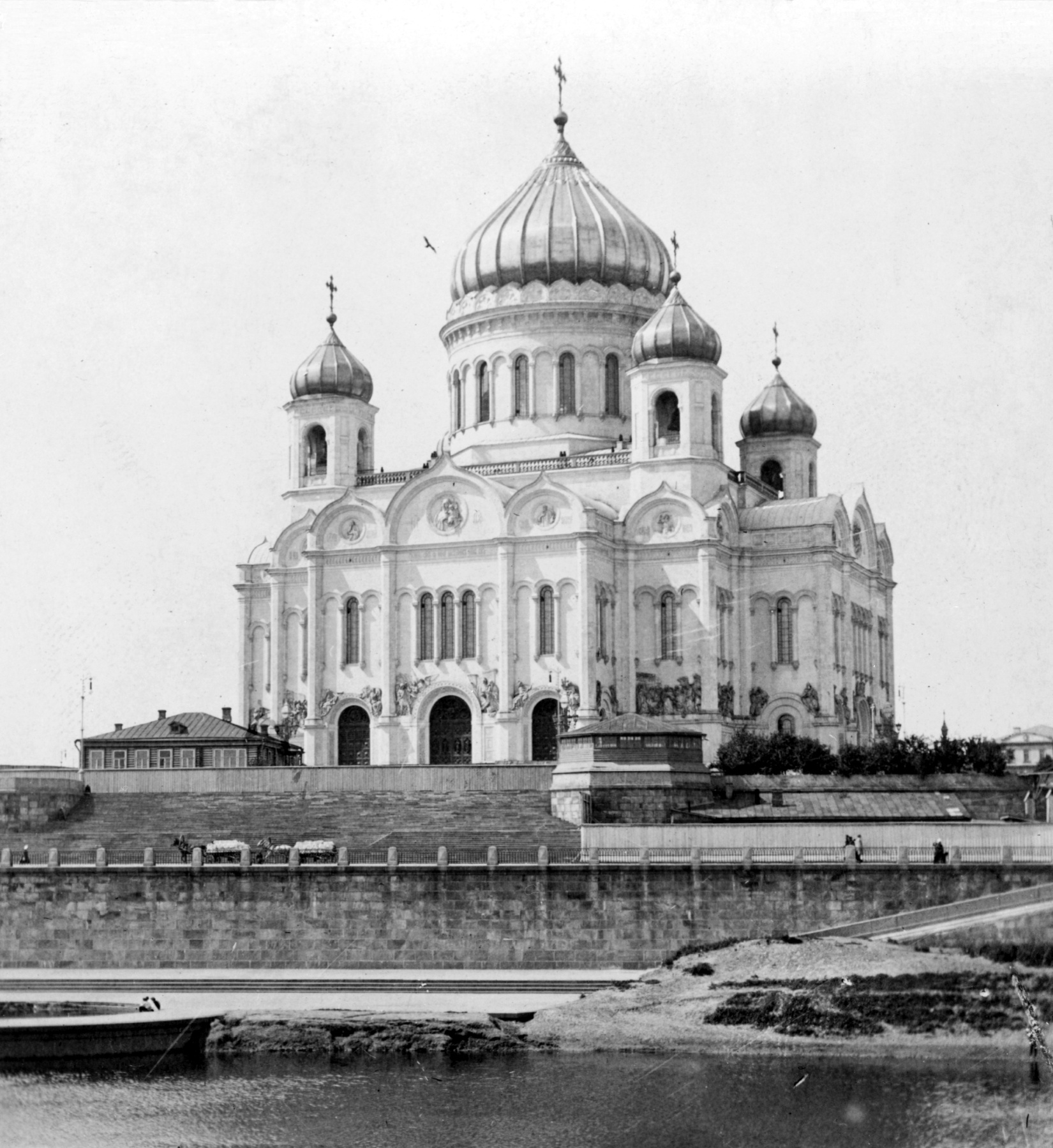
Ảnh chụp Nhà thờ chính tòa Chúa Kitô Đấng Cứu Độ, năm 1903

Công trình nhà thờ chính tòa mất nhiều năm để xây dựng. Đỉnh nhà thờ vẫn chưa vươn cao hơn giàn giáo cho đến năm 1860. Các họa sĩ tốt nhất tại Nga tiếp tục thực hiện những bức tranh tường hoành tráng tô điểm thêm cho nội thất bên trong nhà thờ. Phải đến thêm hai mươi năm nữa, Nhà thờ lớn mới được làm lễ cung hiến vào đúng ngày Sa Hoàng Aleksandr III lên ngôi, 26 tháng 5 năm 1883. Một năm trước đó, bản Overture 1812 của Tchaikovsky được hoà tấu lên lần đầu tiên tại đây.
Chính điện bên trong của nhà thờ được bao bọc bởi một hành lang hai tầng, những bức tường của nhà thờ được lát bằng đá hoa cương, đá cẩm thạch và những loại đá quý khác. Tầng trệt của hành là một đài tưởng niệm Nga chiến thắng Napoléon. Những bức tường được lát với hơn 1 000 mét vuông đá hoa cương Carrara trắng, trên đó ghi danh sách những người chỉ huy chính, những trung đoàn, và những trận đánh của cuộc Chiến tranh Vệ quốc năm 1812 (với danh sách những huy chương và cả những thương vong). Tầng hai của hành lang là dành cho đội hợp xướng nhà thờ.

## Phá hủy

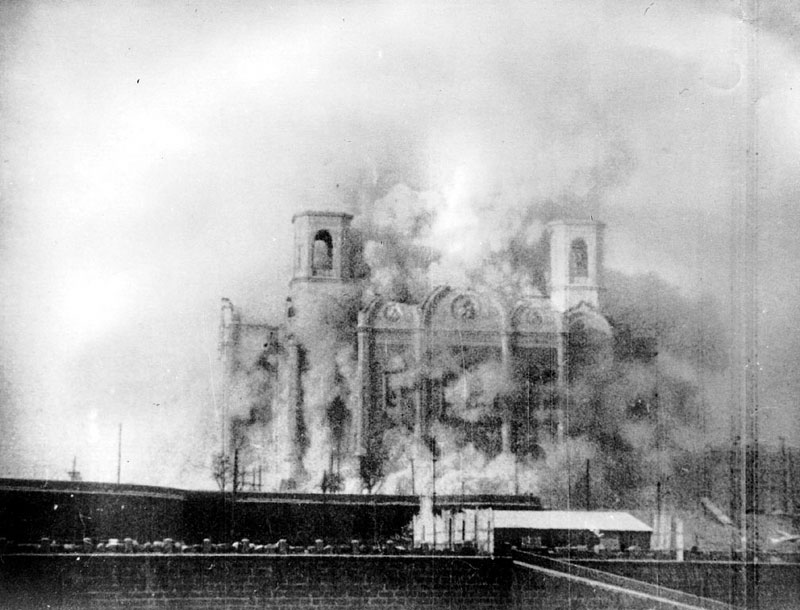
Ngày 5 tháng 12 năm 1931 - Bị phá hủy

Sau Cách mạng tháng Mười và sau cái chết của Lenin, vị trí nổi bật của nhà thờ chính tòa lại được các nhà lãnh đạo Xô viết lựa chọn để xây dựng một tượng đài lớn mang tên Cung điện của các Xô viết vì họ chủ trương vô thần và cho rằng nhà thờ chính tòa chắc hẳn là tàn dư xa xỉ của "tầng lớp phong kiến" và "bóc lột" của chế độ cũ. Tượng đài này được dự kiến được xây dựng nhiều tầng theo kiểu hiện đại để hỗ trợ một pho tượng khổng lồ của Lenin, dựng trên đỉnh một mái vòm, với hai cánh tay giơ cao. Vào ngày 5 tháng 12 năm 1931, theo lệnh của Kaganovich, Nhà thờ chính tòa Chúa Kitô Đấng Cứu Độ đã bị phá huỷ tan tành bằng thuốc nổ đi-na-mít. Cũng trong khuôn khổ chủ nghĩa vô thần nhà nước, chủ trương bởi nhà nước Liên bang Xô Viết lúc đó, nhiều "cơ sở nhà thờ tại [các] cấp địa phương, quốc gia hay giáo phận đã bị phá hủy" trong chiến dịch chống tôn giáo 1921-1928.
Việc xây dựng Cung điện của các Xô viết bị ngưng trệ một phần vì sự thiếu vốn và bởi chiến tranh, cộng với nạn lụt từ sông Moskva gần bên cạnh, khiến phần nền bị ngập khiến nó trở thành hồ bơi công cộng lớn nhất thế giới dưới thời Nikita Sergeyevich Khrushchyov.

## Nhà thờ lớn mới

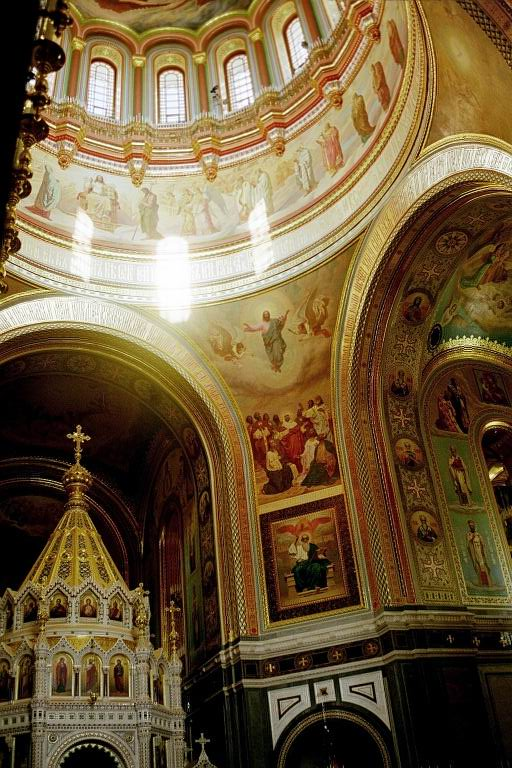
Trong sảnh chính điện

Với sự kết thúc chế độ Cộng sản, Giáo hội Chính thống Nga nhận được sự cho phép để xây dựng lại Nhà thờ chính tòa Chúa Kitô Đấng Cứu Độ vào tháng 2 năm 1990.
Một quỹ xây dựng được thành lập trong năm 1992 và nền móng bắt đầu được đổ vào mùa thu năm 1994. Nhà thờ Biến Hình thấp hơn, được làm lễ cung hiến vào năm 1996, và Nhà thờ chính tòa Chúa Kitô Đấng Cứu Độ hoàn tất được cung hiến vào ngày 19 tháng 8 năm 2000.